# 戚继光牌坊
戚继光牌坊位于中国山东省烟台蓬莱市紫荆山街道武霖社区，由父子总督坊和母子节孝坊组成，两坊相距140米，均为明嘉靖四十四年（1565）皇帝为颂戚继光与其父戚景通的功德而建。